# Petäys (sjö i Vichtis, Nyland)
Petäys är en sjö i kommunen Vichtis i landskapet Nyland i Finland. Sjön ligger 101,9 meter över havet. Arean är 31 hektar och strandlinjen är 3,33 kilometer lång. Sjön  ingår i Karisåns huvudavrinningsområde.   Den ligger omkring 47 km nordväst om Helsingfors. 